# Berkaer Straße 21 (Weimar)

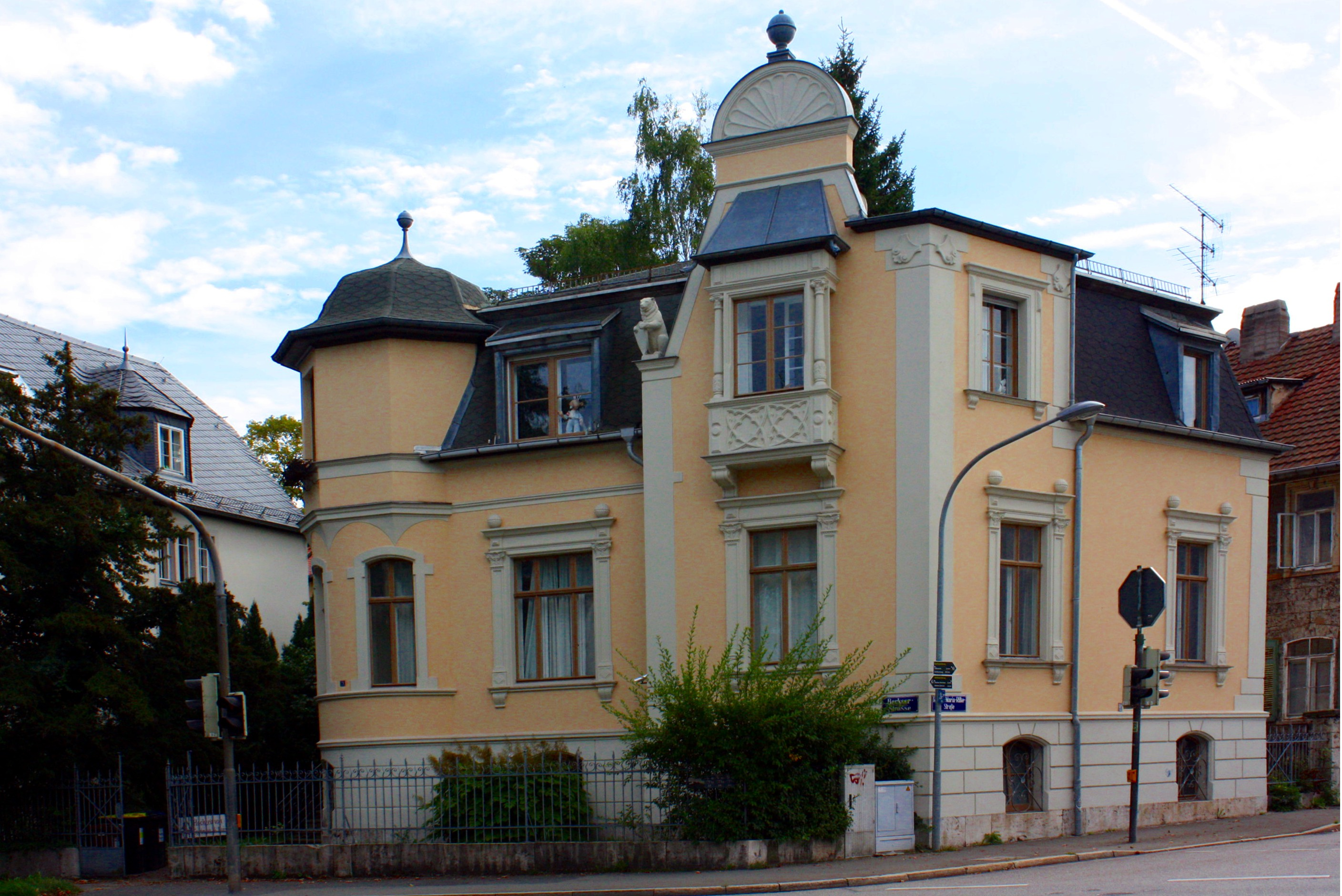
Berkaer Straße 21

Das Haus Berkaer Straße 21 ist eine Villa in Weimar im Stil der Neorenaissance. Es liegt in exponierter Ecklage von Berkaer Straße zur Rainer-Maria-Rilke-Straße.

## Geschichte und Beschreibung
Das Gebäude wurde 1899/1900 nach dem Entwurf von Rudolf Zapfe errichtet. Bauherr war der Bauunternehmer Karl Paulin. Zur Bauzeit hieß die Berkaer Straße Berkaer Chaussee. Die Villa erlebte 1913 einen Umbau durch Bruno Röhr. Dabei wurde zunächst der von einem Zinnendach bekrönte, flach gewölbte Anbau an der Nordostecke um ein Geschoss erhöht und mit einer Schweifhaube versehen. Der zweigeschossige Bau ist vollständig unterkellert und verputzt und besteht aus Bruch- und Backstein im Keller- und Erdgeschoss, im Obergeschoss aus Holzfachwerk mit Vorlage. Er ist ein typisches Beispiel historistischer Villenbauwerke in Weimar. Kennzeichnend hierfür sind u. a. die stilistischen Versatzstücke wie die Neorenaissancegewände der Fenster und die neogotischen Maßwerkformen. Das Gebäude ist in seiner Disposition dem unregelmäßigen Zuschnitt des Grundstückes angepasst. Die bauzeitliche Raumstruktur und die Innenausstattung sind weitgehend erhalten geblieben.